# Olympische Sommerspiele 1960/Fechten
Bei den XVII. Olympischen Sommerspielen 1960 in Rom fanden acht Wettbewerbe im Fechten statt. Austragungsort war der Palazzo dei Congressi im Stadtteil E.U.R. Neu im Programm war der Florett-Mannschaftswettbewerb der Frauen.

## Bilanz

### Medaillenspiegel

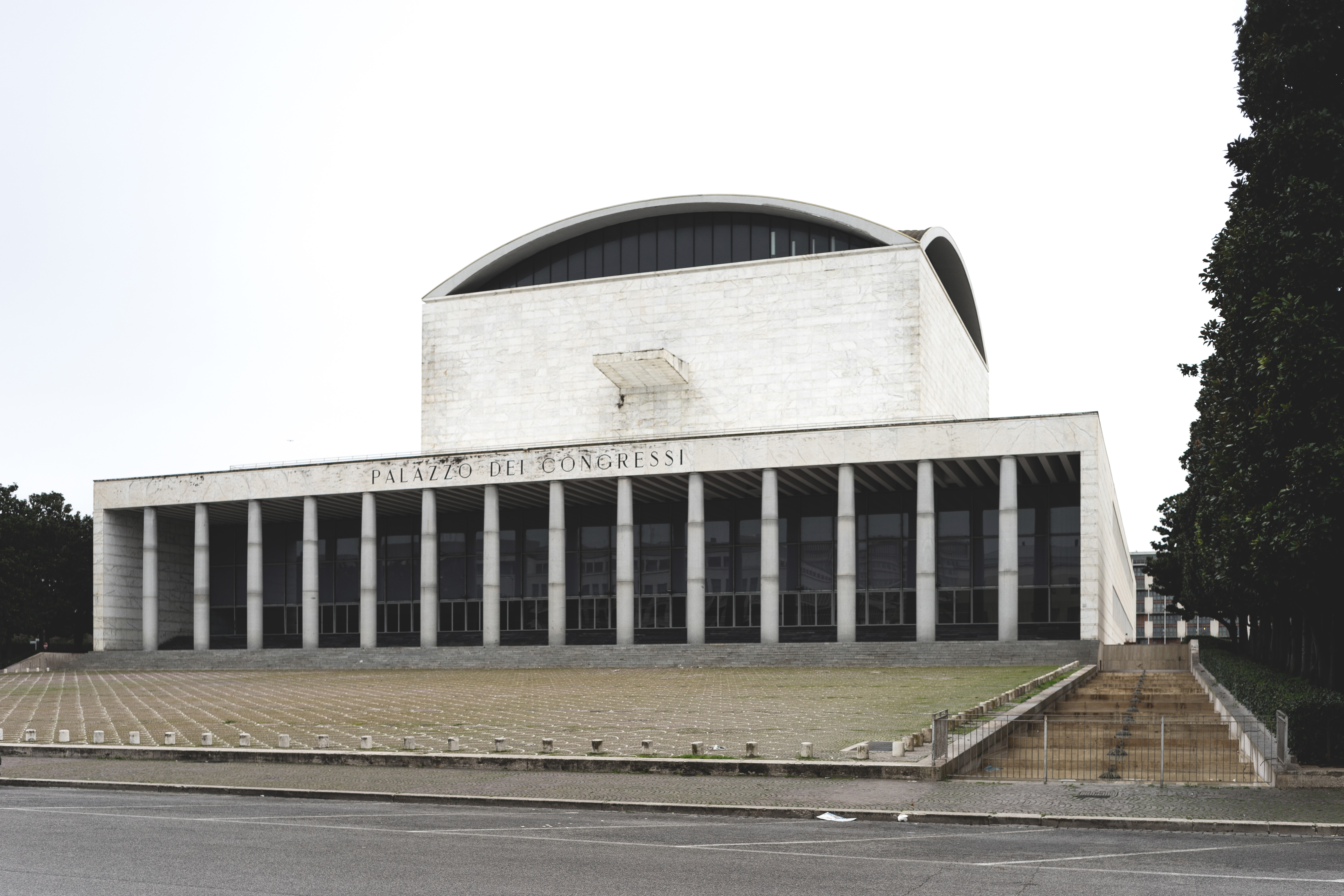
Palazzo dei Congressi

| Platz | Land               | Gold | Silber | Bronze | Gesamt |
| ----- | ------------------ | ---- | ------ | ------ | ------ |
| 1     | Sowjetunion        | 3    | 2      | 2      | 7      |
| 2     | Ungarn             | 2    | 2      | –      | 4      |
| 3     | Italien            | 2    | 1      | 3      | 6      |
| 4     | Deutschland        | 1    | –      | 1      | 2      |
| 5     | Großbritannien     | –    | 2      | –      | 2      |
| 6     | Polen              | –    | 1      | –      | 1      |
| 7     | Rumänien           | –    | –      | 1      | 1      |
| 7     | Vereinigte Staaten | –    | –      | 1      | 1      |

### Medaillengewinner
| Konkurrenz         | Gold | Silber                                                                                            | Bronze                                                                                               |
| ------------------ | --- | ------------------------------------------------------------------------------------------------- | --- |
| Degen Einzel       | Giuseppe Delfino                                                                                            | Allan Jay                                                                                         | Bruno Habārovs                                                                                       |
| Degen Mannschaft   | Giuseppe Delfino, Edoardo Mangiarotti, Fiorenzo Marini, Carlo Pavesi, Alberto Pellegrino, Gianluigi Saccaro | Michael Alexander, Raymond Harrison, Bill Hoskyns, Michael Howard, Allan Jay, John Pelling        | Bruno Habārovs, Guram Kostawa, Aljaksandr Paulouski, Walentin Tschernikow, Arnold Tscharnuschewitsch |
| Florett Einzel     | Wiktor Schdanowitsch                                                                                        | Juri Sissikin                                                                                     | Albert Axelrod                                                                                       |
| Florett Mannschaft | Mark Midler, Juri Rudow, Wiktor Schdanowitsch, Juri Sissikin, German Sweschnikow                            | Aldo Aureggi, Luigi Carpaneda, Mario Curletto, Edoardo Mangiarotti, Alberto Pellegrino            | Jürgen Brecht, Tim Gerresheim, Eberhard Mehl, Jürgen Theuerkauff                                     |
| Säbel Einzel       | Rudolf Kárpáti                                                                                              | Zoltán Horváth                                                                                    | Wladimiro Calarese                                                                                   |
| Säbel Mannschaft   | Gábor Delneky, Aladár Gerevich, Zoltán Horváth, Rudolf Kárpáti, Pál Kovács, Tamás Mendelényi                | Marek Kuszewski, Emil Ochyra, Jerzy Pawłowski, Andrzej Piątkowski, Wojciech Zabłocki, Ryszard Zub | Giampaolo Calanchini, Wladimiro Calarese, Pierluigi Chicca, Roberto Ferrari, Mario Ravagnan          |

| Konkurrenz         | Gold | Silber                                                                             | Bronze                                                                          |
| ------------------ | --- | ---------------------------------------------------------------------------------- | ------------------------------------------------------------------------------- |
| Florett Einzel     | Heidi Schmid | Walentina Rastworowa                                                               | Maria Vicol                                                                     |
| Florett Mannschaft | Galina Gorochowa, Tatjana Petrenko, Walentina Prudskowa, Walentina Rastworowa, Alexandra Sabelina, Ljudmila Schischowa | Lídia Dömölky, Katalin Juhász, Györgyi Marvalics, Magda Nyári-Kovács, Ildikó Rejtő | Irene Camber, Velleda Cesari, Bruna Colombetti, Claudia Pasini, Antonella Ragno |

## Ergebnisse Männer

### Degen Einzel

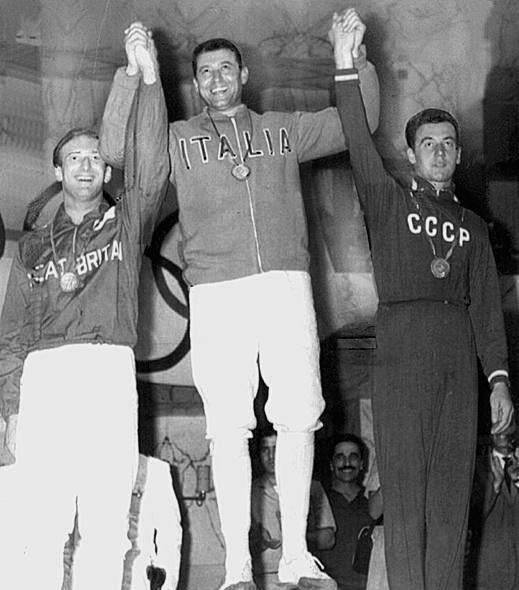
Siegerehrung

| Platz | Land | Sportler                | Siege |
| ----- | ---- | ----------------------- | ----- |
| 1     | ITA  | Giuseppe Delfino        | 5+1   |
| 2     | GBR  | Allan Jay               | 5     |
| 3     | URS  | Bruno Habārovs          | 4+1   |
| 4     | HUN  | József Sákovics         | 4     |
| 5     | BEL  | Roger Achten            | 3     |
| 6     | FRA  | Yves Dreyfus            | 3     |
| 7     | FRA  | Armand Mouyal           | 3     |
| 8     | ITA  | Giovanni Battista Breda | 1     |

Datum: 5. bis 6. September 1960 

79 Teilnehmer aus 32 Ländern

### Degen Mannschaft

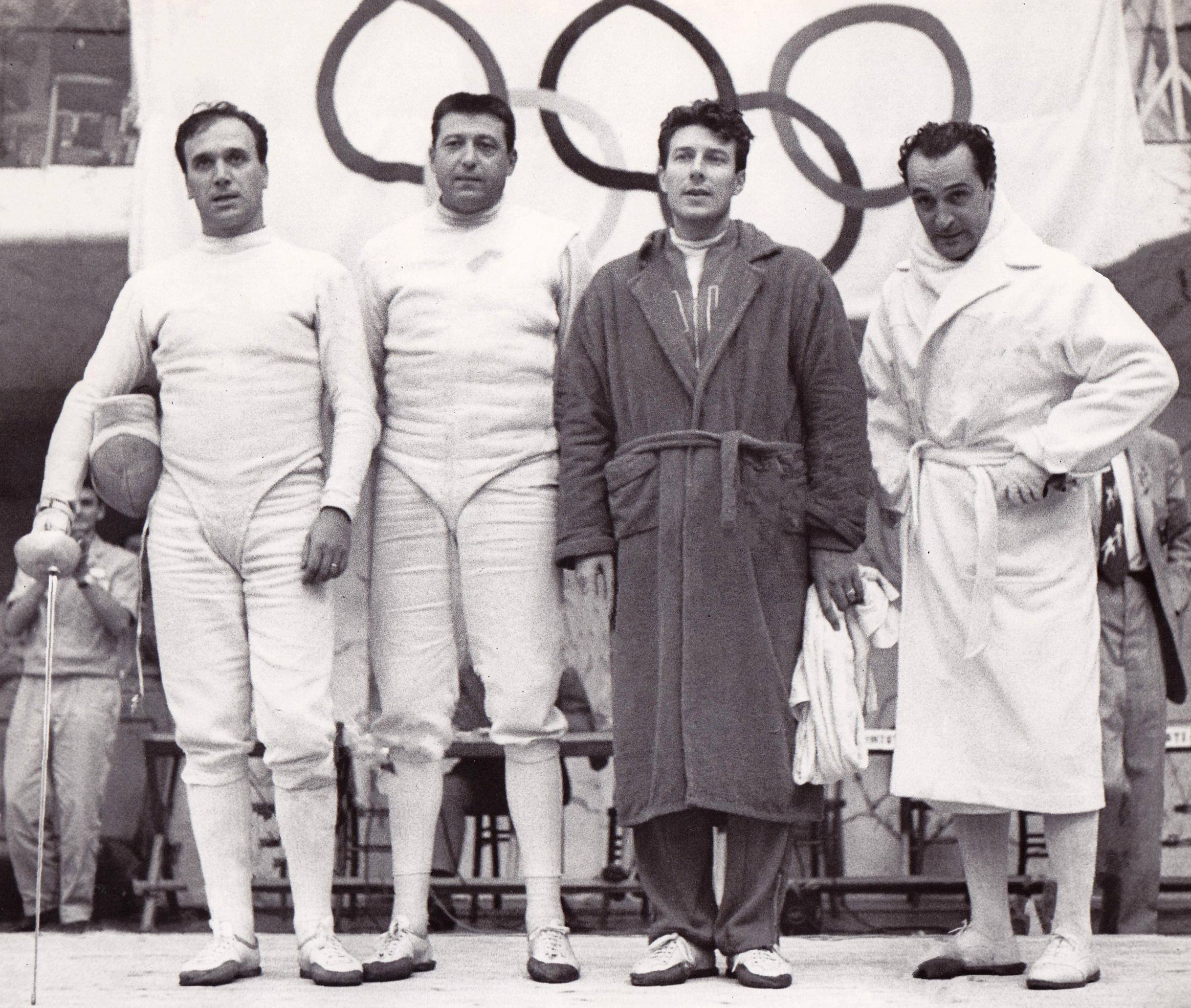
Das italienische Degen-Team

| Platz | Land | Sportler |
| ----- | ---- | --- |
| 1     | ITA  | Giuseppe Delfino, Edoardo Mangiarotti, Fiorenzo Marini, Carlo Pavesi, Alberto Pellegrino, Gianluigi Saccaro       |
| 2     | GBR  | Michael Alexander, Raymond Harrison, Bill Hoskyns, Michael Howard, Allan Jay, John Pelling                        |
| 3     | URS  | Bruno Habārovs, Guram Kostawa, Aljaksandr Paulouski, Walentin Tschernikow, Arnold Tscharnuschewitsch              |
| 4     | HUN  | Árpád Bárány, Tamás Gábor, István Kausz, József Marosi, József Sákovics                                           |
| 5     | EUA  | Helmut Anschütz, Dieter Fänger, Paul Gnaier, Walter Köstner, Georg Neuber, Fritz Zimmermann                       |
| 5     | LUX  | Edmond Gutenkauf, Rodolphe Kugeler, Édouard Schmit, Robert Schiel, Roger Theisen                                  |
| 5     | SWE  | Göran Abrahamsson, Carl-Wilhelm Engdahl, Hans Lagerwall, Orvar Lindwall, Ulf Ling-Vannérus, Berndt-Otto Rehbinder |
| 5     | SUI  | Jules Amez-Droz, Hans Bässler, Paul Meister, Claudio Polledri, Charles Ribordy, Michel Steininger                 |

Datum: 9. September 1960 

105 Teilnehmer aus 21 Ländern

### Florett Einzel

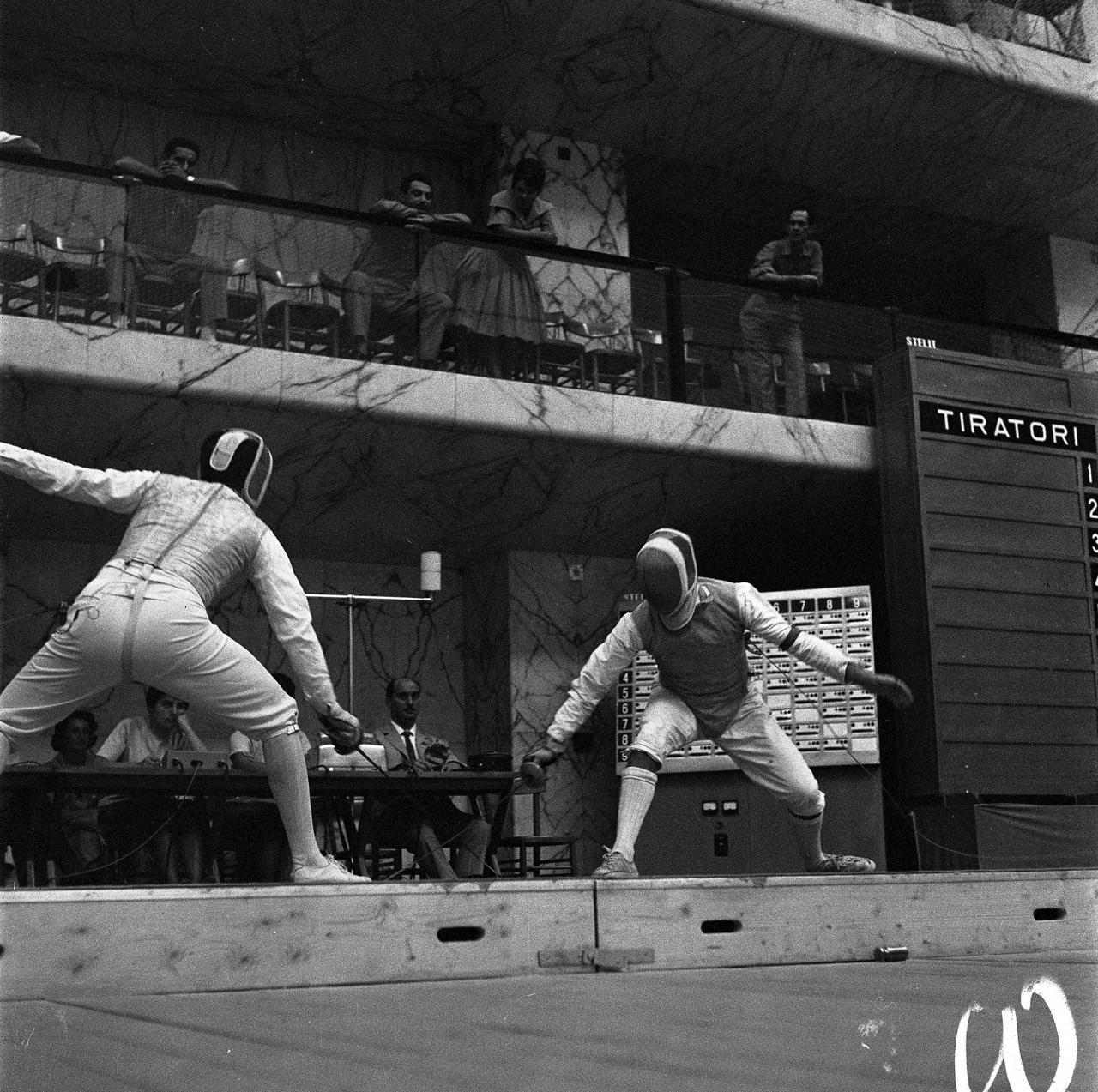
Luigi Capaneda (rechts) gegen Gene Glazer

| Platz | Land | Sportler             | Siege |
| ----- | ---- | -------------------- | ----- |
| 1     | URS  | Wiktor Schdanowitsch | 7     |
| 2     | URS  | Juri Sissikin        | 4     |
| 3     | USA  | Albert Axelrod       | 3+2   |
| 4     | POL  | Witold Woyda         | 3+1   |
| 5     | URS  | Mark Midler          | 3     |
| 6     | FRA  | Roger Closset        | 2     |
| 7     | GBR  | Bill Hoskyns         | 2     |
| 8     | FRA  | Christian d’Oriola   | 1     |

Datum: 29. bis 30. August 1960 

78 Teilnehmer aus 31 Ländern

### Florett Mannschaft

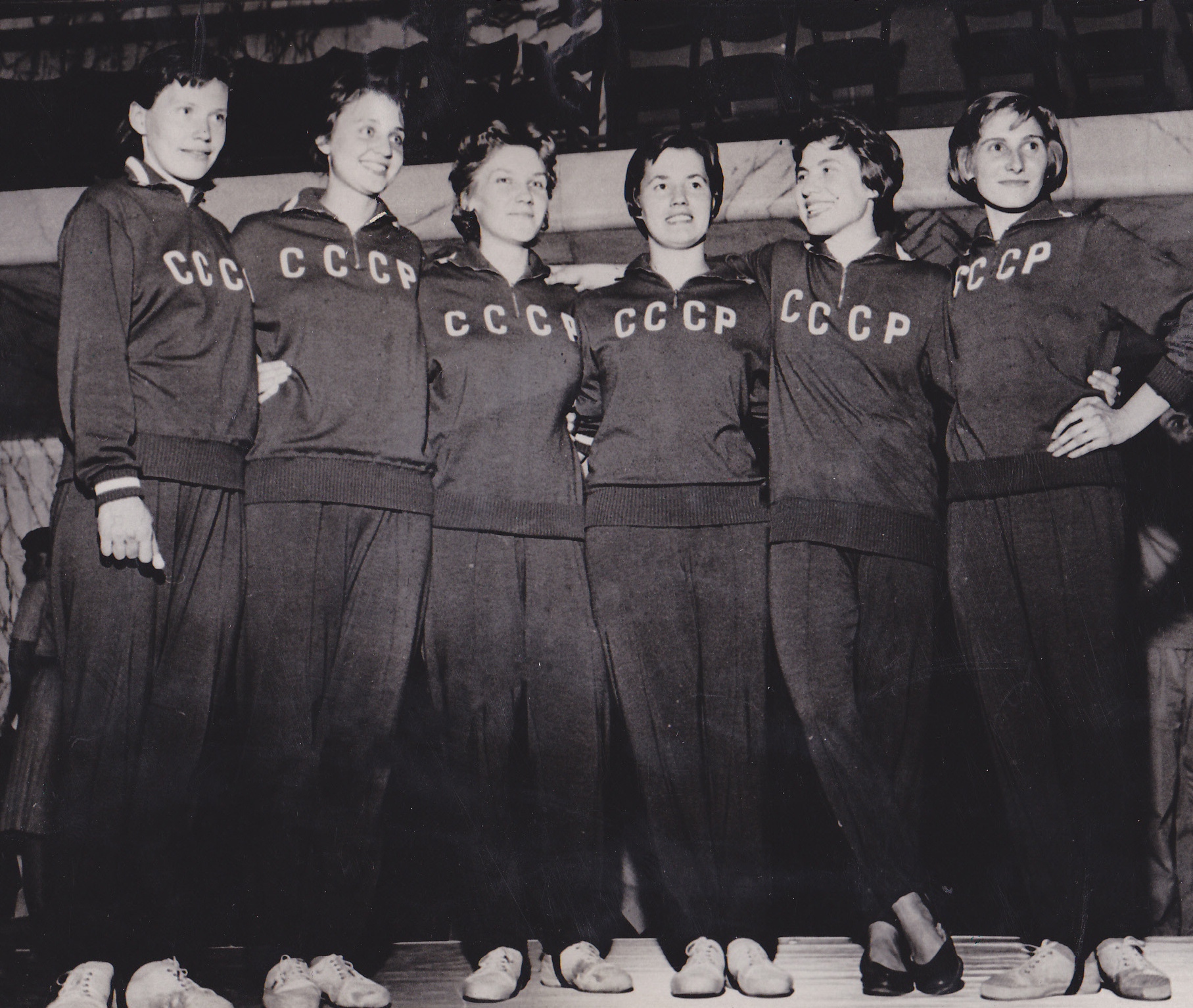
Das sowjetische Florett-Team

| Platz | Land | Sportler                                                                                       |
| ----- | ---- | ---------------------------------------------------------------------------------------------- |
| 1     | URS  | Mark Midler, Juri Rudow, Wiktor Schdanowitsch, Juri Sissikin, German Sweschnikow               |
| 2     | ITA  | Aldo Aureggi, Luigi Carpaneda, Mario Curletto, Edoardo Mangiarotti, Alberto Pellegrino         |
| 3     | EUA  | Jürgen Brecht, Tim Gerresheim, Eberhard Mehl, Jürgen Theuerkauff                               |
| 4     | HUN  | Ferenc Czvikovszki, Mihály Fülöp, József Gyuricza, Jenő Kamuti, László Kamuti, József Sákovics |
| 5     | FRA  | Guy Barrabino, Jacky Courtillat, Christian d’Oriola, Jean-Claude Magnan, Claude Netter         |
| 6     | GBR  | Ralph Cooperman, Bill Hoskyns, Allan Jay, Angus McKenzie, René Paul                            |
| 7     | POL  | Egon Franke, Ryszard Kunze, Ryszard Parulski, Janusz Różycki, Witold Woyda                     |
| 8     | USA  | Albert Axelrod, Daniel Bukantz, Eugene Glazer, Harold Goldsmith, Joseph Paletta                |

Datum: 2. September 1960 

77 Teilnehmer aus 16 Ländern

### Säbel Einzel
| Platz | Land | Sportler           | Siege |
| ----- | ---- | ------------------ | ----- |
| 1     | HUN  | Rudolf Kárpáti     | 5     |
| 2     | HUN  | Zoltán Horváth     | 4     |
| 3     | ITA  | Wladimiro Calarese | 4     |
| 4     | FRA  | Claude Arabo       | 4     |
| 5     | POL  | Wojciech Zabłocki  | 4     |
| 6     | POL  | Jerzy Pawłowski    | 3     |
| 7     | URS  | Dawid Tyschler     | 2     |
| 8     | URS  | Jakow Rylski       | 2     |

Datum: 7. bis 8. September 1960 

70 Teilnehmer aus 29 Ländern

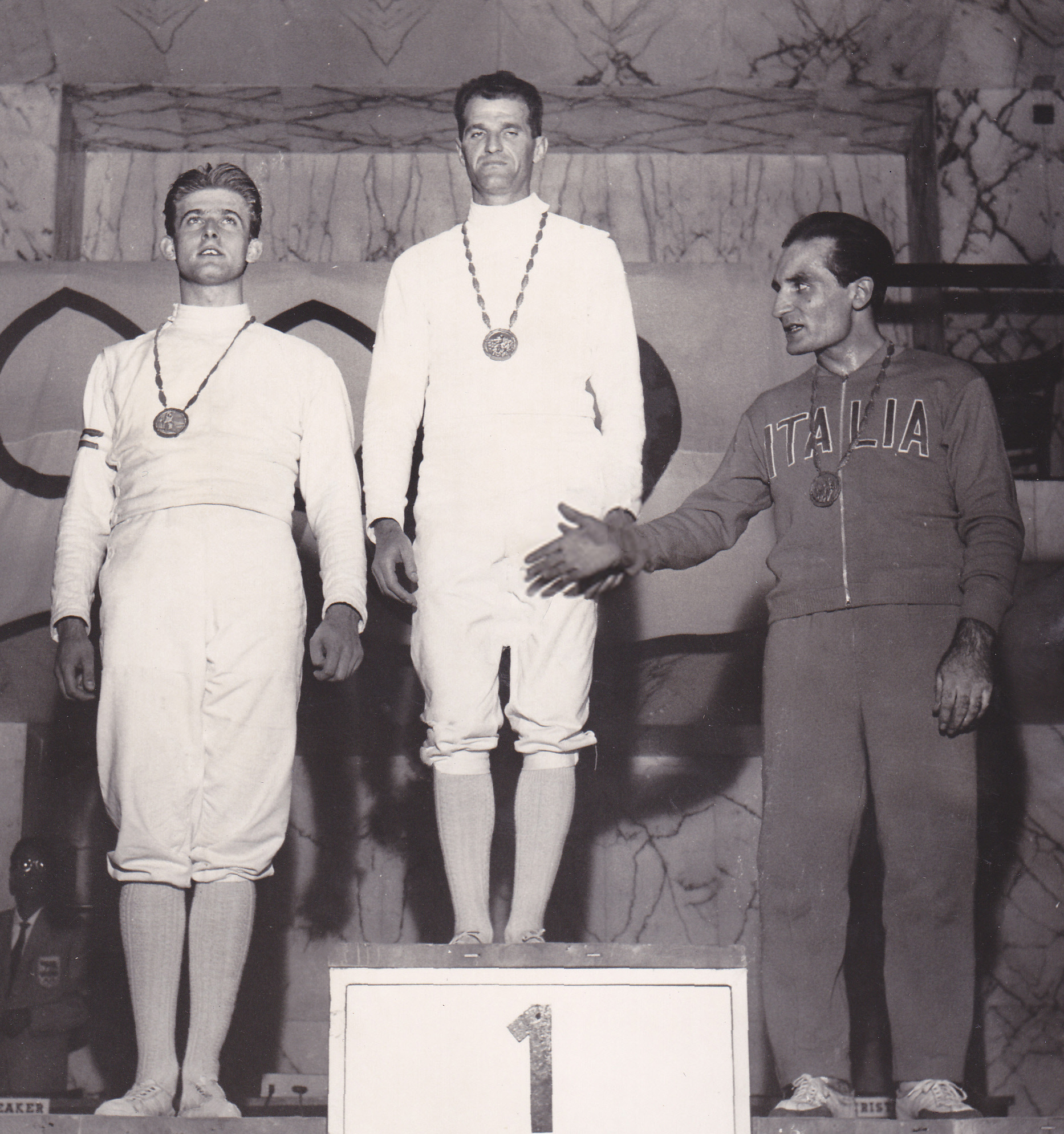
Siegerehrung

Wegen Gleichstands nach der Finalrunde musste um die Ränge 2 bis 5 ein Stechen durchgeführt werden.

### Säbel Mannschaft

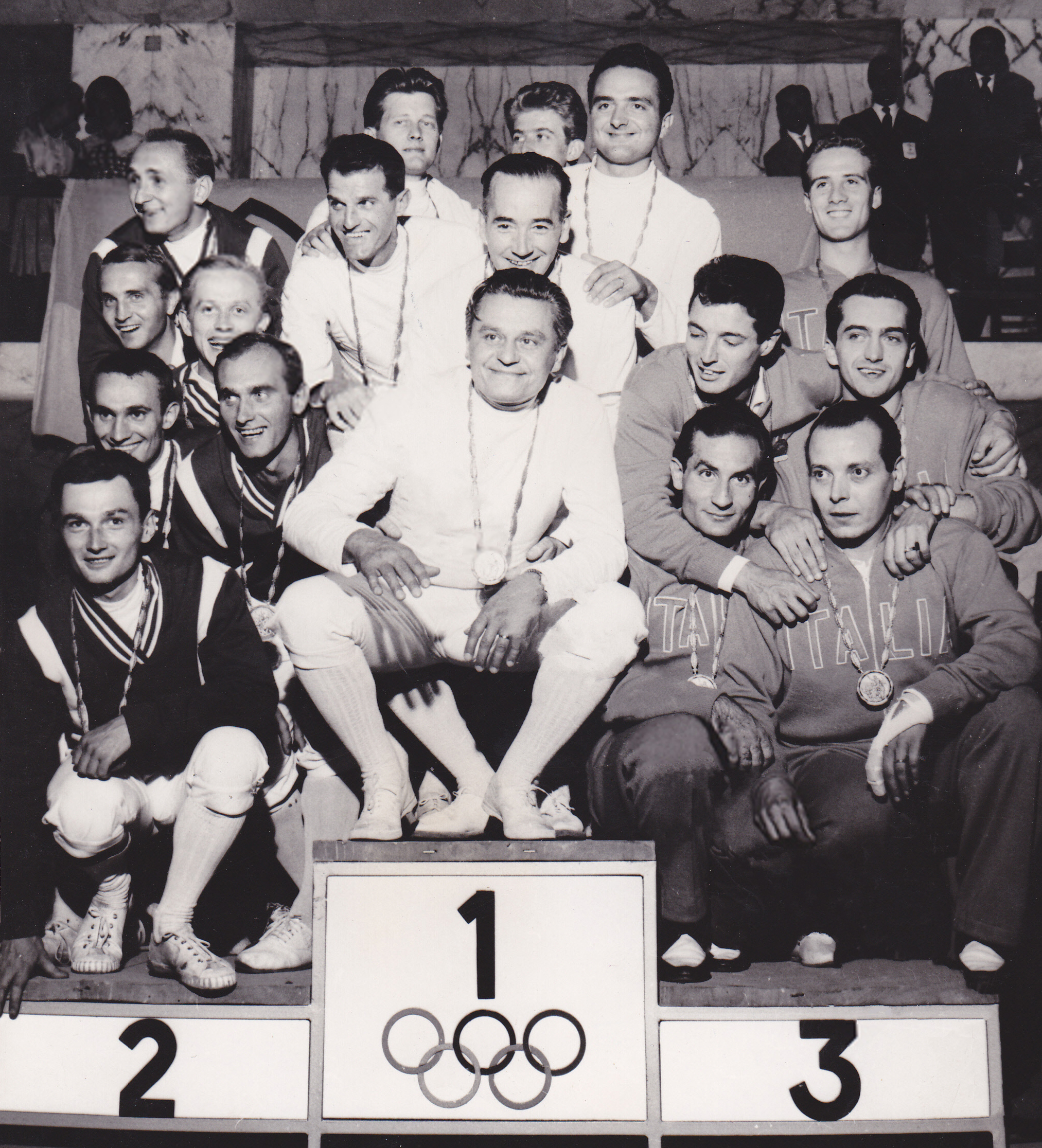
Alle Medaillengewinner

| Platz | Land | Sportler                                                                                          |
| ----- | ---- | ------------------------------------------------------------------------------------------------- |
| 1     | HUN  | Gábor Delneky, Aladár Gerevich, Zoltán Horváth, Rudolf Kárpáti, Pál Kovács, Tamás Mendelényi      |
| 2     | POL  | Marek Kuszewski, Emil Ochyra, Jerzy Pawłowski, Andrzej Piątkowski, Wojciech Zabłocki, Ryszard Zub |
| 3     | ITA  | Giampaolo Calanchini, Wladimiro Calarese, Pierluigi Chicca, Roberto Ferrari, Mario Ravagnan       |
| 4     | USA  | Michael D’Asaro, Richard Dyer, Allan Kwartler, Alfonso Morales, Tibor Nyilas, George Worth        |
| 5     | EUA  | Walter Köstner, Dieter Löhr, Jürgen Theuerkauff, Peter von Krockow, Wilfried Wöhler               |
| 5     | FRA  | Claude Arabo, Claude Gamot, Jacques Lefèvre, Marcel Parent, Jacques Roulot                        |
| 5     | ROM  | Emeric Arus, Dumitru Mustață, Cornel Pelmuș, Ladislau Rohonyi, Ion Santo                          |
| 5     | URS  | Nugsar Assatiani, Umjar Mawlichanow, Jakow Rylski, Dawid Tyschler, Jewhen Tscheropowski           |

Datum: 10. September 1960 

80 Teilnehmer aus 16 Ländern

## Ergebnisse Frauen

### Florett Einzel
| Platz | Land | Sportlerin           | Siege |
| ----- | ---- | -------------------- | ----- |
| 1     | EUA  | Heidi Schmid         | 6     |
| 2     | URS  | Walentina Rastworowa | 5     |
| 3     | ROM  | Maria Vicol          | 4     |
| 4     | URS  | Galina Gorochowa     | 4     |
| 5     | ROM  | Olga Szabó-Orbán     | 4     |
| 6     | POL  | Elżbieta Pawlas      | 2     |
| 7     | MEX  | Pilar Roldán         | 2     |
| 8     | AUT  | Traudl Ebert         | 1     |

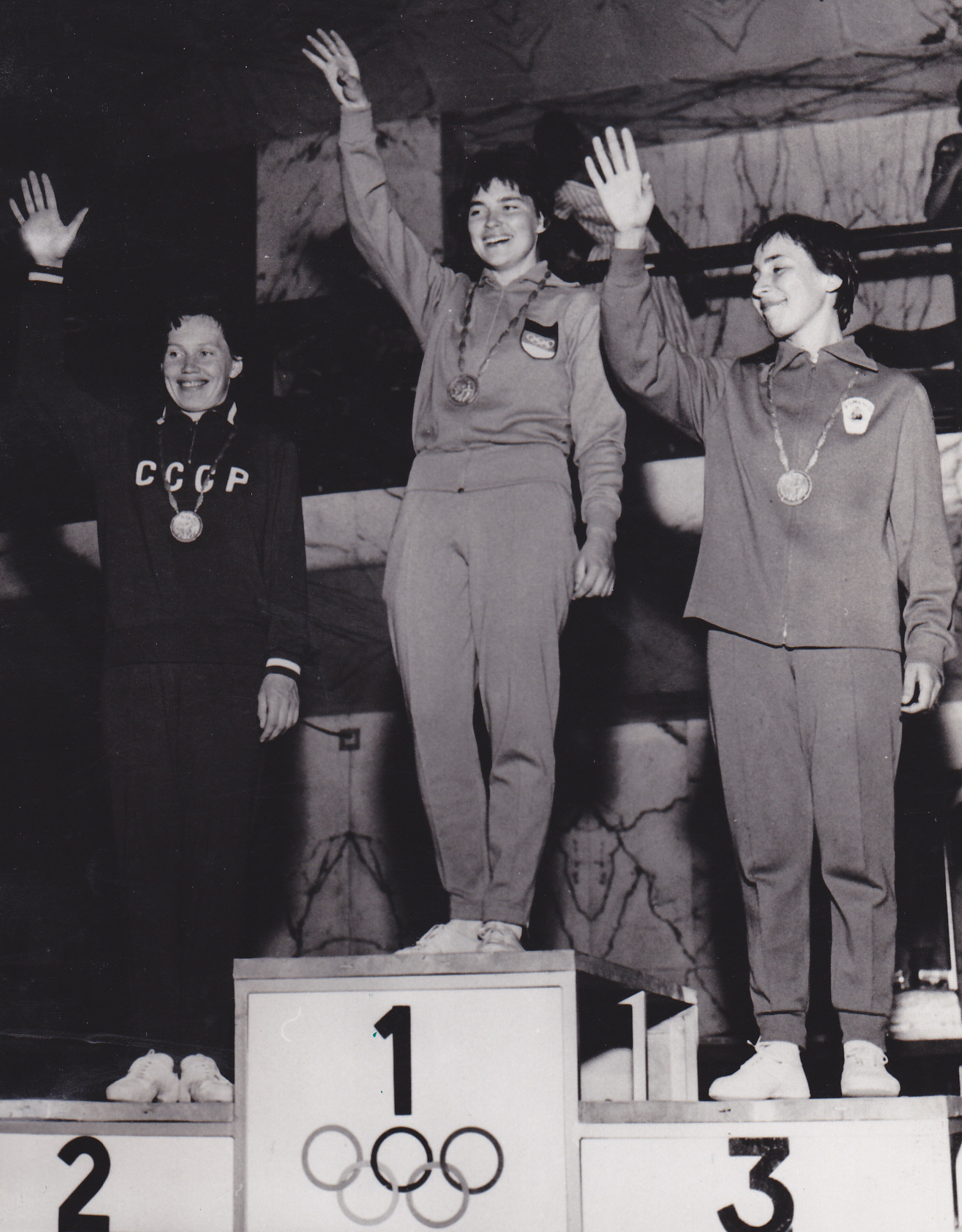
Siegerehrung

Datum: 31. August bis 1. September 1960 

56 Teilnehmerinnen aus 24 Ländern
Wegen Gleichstands nach der Finalrunde musste um die Ränge 3 bis 5 ein Stechen durchgeführt werden.

### Florett Mannschaft
| Platz | Land | Sportlerinnen |
| ----- | ---- | --- |
| 1     | URS  | Galina Gorochowa, Tatjana Petrenko, Walentina Prudskowa, Walentina Rastworowa, Alexandra Sabelina, Ljudmila Schischowa |
| 2     | HUN  | Lídia Dömölky, Katalin Juhász, Györgyi Marvalics, Magda Nyári-Kovács, Ildikó Rejtő                                     |
| 3     | ITA  | Irene Camber, Velleda Cesari, Bruna Colombetti, Claudia Pasini, Antonella Ragno-Lonzi                                  |
| 4     | EUA  | Helmi Höhle, Helga Mees, Rosemarie Scherberger, Heidi Schmid, Helga Stroh, Gudrun Theuerkauff                          |
| 5     | FRA  | Kate Delbarre, Renée Garilhe, Monique Leroux, Françoise Mailliard, Régine Veronnet                                     |
| 5     | NED  | Elly Botbijl, Nina Kleijweg, Leni Kokkes-Hanepen, Danny van Rossem                                                     |
| 5     | POL  | Sylwia Julito, Wanda Kaczmarczyk, Genowefa Migas, Barbara Orzechowska, Elżbieta Pawlas                                 |
| 5     | ROM  | Eugenia Mateianu, Ecaterina Orb-Lazăr, Olga Szabó-Orbán, Maria Vicol                                                   |

Datum: 3. September 1960 

57 Teilnehmerinnen aus 12 Ländern